# Agnieta Gijswijt
Agnieta Cornelia Gijswijt (Gorinchem, 19 december 1873 – Amsterdam, 8 februari 1962) was een Nederlandse schilder en tekenaar.

## Leven en werk
Gijswijt was een dochter van horlogemaker Dirk Gijswijt en Maria Cornelia Mensink. Haar ouders kwamen uit Overijssel en vestigden zich later met hun dochter in Amsterdam. Gijswijt kreeg lessen van Anna Wijthoff. Ze ging vervolgens naar de Rijksakademie van beeldende kunsten en was een leerling van August Allebé, Carel Dake en Nicolaas van der Waay. Ze maakte diverse studiereizen naar het buitenland; ze bezocht Parijs (1902), België (o.a. Genk), Londen (1903) en Italië (1906). Van 1906 tot 1950 bracht ze de zomer geregeld door in het Franse Pennedepie. Ze woonde vanaf 1909 tot aan haar overlijden aan de P.C. Hooftstraat 72 in Amsterdam. 
De kunstenares was van 1904 tot 1924 als lerares verbonden aan de Dagteeken- en Kunstambachtsschool voor Meisjes in Amsterdam en gaf les aan Jo van Oosten Slingeland en Catharina Elisabeth Wassink. Ze was lid van Arti et Amicitiae en Sint Lucas. In 1912-1913 was ze penningmeester van de subcommissie voor beeldende kunst van de tentoonstelling De Vrouw 1813-1913. 
Gijswijt schilderde en aquarelleerde onder meer landschappen, stillevens en portretten. In 1904 illustreerde ze het boek Sprookjes uit Indië van Lina Tervooren, dat werd uitgegeven door Kluitman. 
Het Emile Van Dorenmuseum in Genk bewaart het schilderij De Rode Hoeve, waarschijnlijk geschilderd in de periode 1903-1905.
Gijswijt overleed na een kortstondige ziekte, op 88-jarige leeftijd.